# Dallas Cowboys 1963
La stagione 1963 dei Dallas Cowboys è stata la 4ª della franchigia nella National Football League.
I Cowboys erano attesi a disputare una stagione positiva, ma vinsero solo tre delle prime dieci gare. L'assassinio di John F. Kennedy il 22 novembre 1963 fu uno dei momenti più drammatici della stagione. Non solo l'evento ebbe un enorme impatto sulla nazione, ma macchiò anche l'immagine della città di Dallas. Il 24 novembre, solamente due giorni dopo lo storico evento, la NFL decise di svolgere normalmente le gare in programma, con i Cowboys che avrebbero dovuto affrontare in trasferta i Cleveland Browns. Il giorno della gara, quando la squadra fu presentata, l'annunciatore non chiamò la squadra "Dallas Cowboys", ma solo Cowboys. Anche la folla sfogò la sua frustrazione e il suo dolore sui giocatori durante la partita. I Cowboys quel giorno persero 17–27 e vinsero una sola delle ultime tre partite.
Il 29 settembre 1963, Billy Howton divenne il leader di tutti i tempi della NFL per ricezioni e yard ricevute in carriera, superando i precedenti primati di Don Hutson. Si ritirò a fine anno dopo avere disputato 12 stagioni con 503 ricezioni, 8.459 yard e 61 touchdown.

## Calendario

### Stagione regolare
| Turno | Data       | Avversario             | Risultato | Pubblico |
| ----- | ---------- | ---------------------- | --------- | -------- |
| 1     | 14/9/1963  | St. Louis Cardinals    | S 34–7    | 36,432   |
| 2     | 22/9/1963  | Cleveland Browns       | S 41–24   | 28,710   |
| 3     | 29/9/1963  | at Washington Redskins | S 21–17   | 40,101   |
| 4     | 6/10/1963  | at Philadelphia Eagles | S 24–21   | 60,671   |
| 5     | 13/10/1963 | Detroit Lions          | V 17–14   | 27,264   |
| 6     | 20/10/1963 | at New York Giants     | S 37–21   | 62,889   |
| 7     | 27/10/1963 | at Pittsburgh Steelers | S 27–21   | 19,047   |
| 8     | 3/11/1963  | Washington Redskins    | V 35–20   | 18,838   |
| 9     | 10/11/1963 | at San Francisco 49ers | S 31–24   | 29,563   |
| 10    | 17/11/1963 | Philadelphia Eagles    | V 27–20   | 23,694   |
| 11    | 24/11/1963 | at Cleveland Browns    | S 27–17   | 55,096   |
| 12    | 1/12/1963  | New York Giants        | S 34–27   | 29,653   |
| 13    | 8/12/1963  | Pittsburgh Steelers    | S 24–19   | 24,136   |
| 14    | 15/12/1963 | at St. Louis Cardinals | V 28–24   | 12,695   |